# Теслич
Теслич  (босн., хорв. и серб. Teslić, серб. Теслић) — город в северо-западной части Республики Сербской у границы с ФБиГ (Босния и Герцеговина). Центр одноимённой общины в регионе Добой.

## Население
Численность населения города по переписи 2013 года составляет 7 518 человек, общины — 41 904 человека.
По данным переписи 1991 года, в городе жило 8 655 человек, в том числе:
- сербы — 3.571 (41,25 %),
- югославы — 1.987 (22,95 %),
- боснийские мусульмане — 1.889 (21,82 %),
- хорваты — 766 (8,85 %),
- другие и неопознанные — 442 (5,11 %).

## Примечания

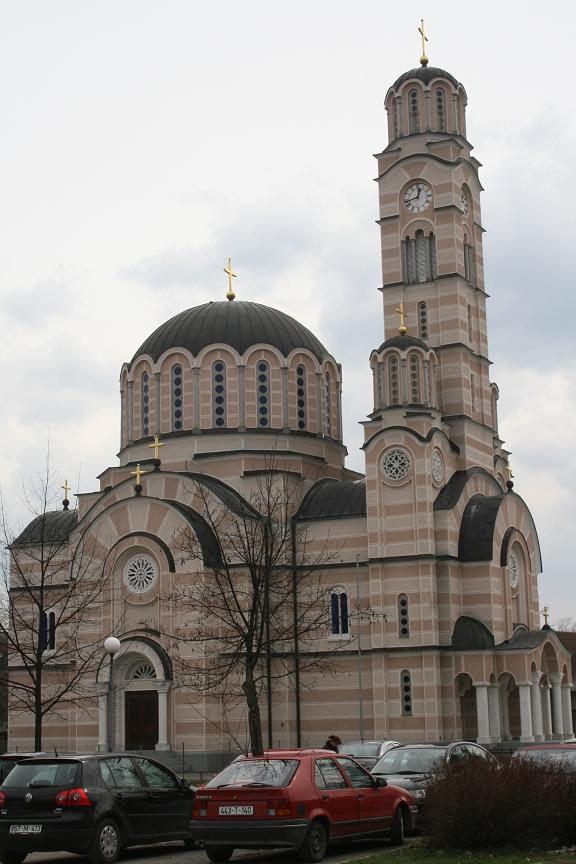
Церковь в городе Теслич